# Mesochorus haeselbarthi
Mesochorus haeselbarthi là một loài tò vò trong họ Ichneumonidae.